# Beaufour-Druval
Beaufour-Druval település Franciaországban, Calvados megyében. Lakosainak száma 444 fő (2022. január 1.). Beaufour-Druval Auvillars, Beuvron-en-Auge, Bonnebosq, Cresseveuille, Danestal, Repentigny, Rumesnil, Saint-Jouin és Victot-en-Auge községekkel határos.

## Népesség
A település népességének változása:
| Lakosok száma | 239  | 323  | 362  | 429  | 421  | 453  | 444  | 446  | 439  | 444  |
|               | 1975 | 1990 | 1999 | 2011 | 2013 | 2016 | 2017 | 2019 | 2020 | 2022 |